# Wiwaxia corrugata
Wiwaxia corrugata är en ringmaskart som beskrevs av Matthew 1899. Wiwaxia corrugata ingår i släktet Wiwaxia, klassen havsborstmaskar, fylumet ringmaskar och riket djur. Inga underarter finns listade i Catalogue of Life.